# 若尾逸平

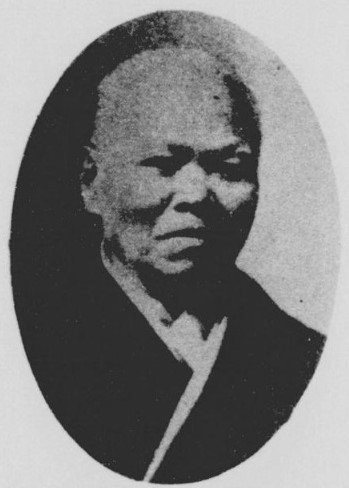
若尾逸平

若尾 逸平（わかお いっぺい、文政3年12月6日（1821年1月9日） - 大正2年（1913年）9月7日）は日本の実業家・銀行家・政治家。貴族院議員、初代甲府市市長。従六位。
根津嘉一郎・雨宮敬次郎らとともに、郷土意識で緩やかな資本連合を持ち、中央経済界で影響力を持った甲州財閥と呼ばれるグループのひとりで、若尾家はその中核にあたる。

## 来歴

### 出生から幕末期

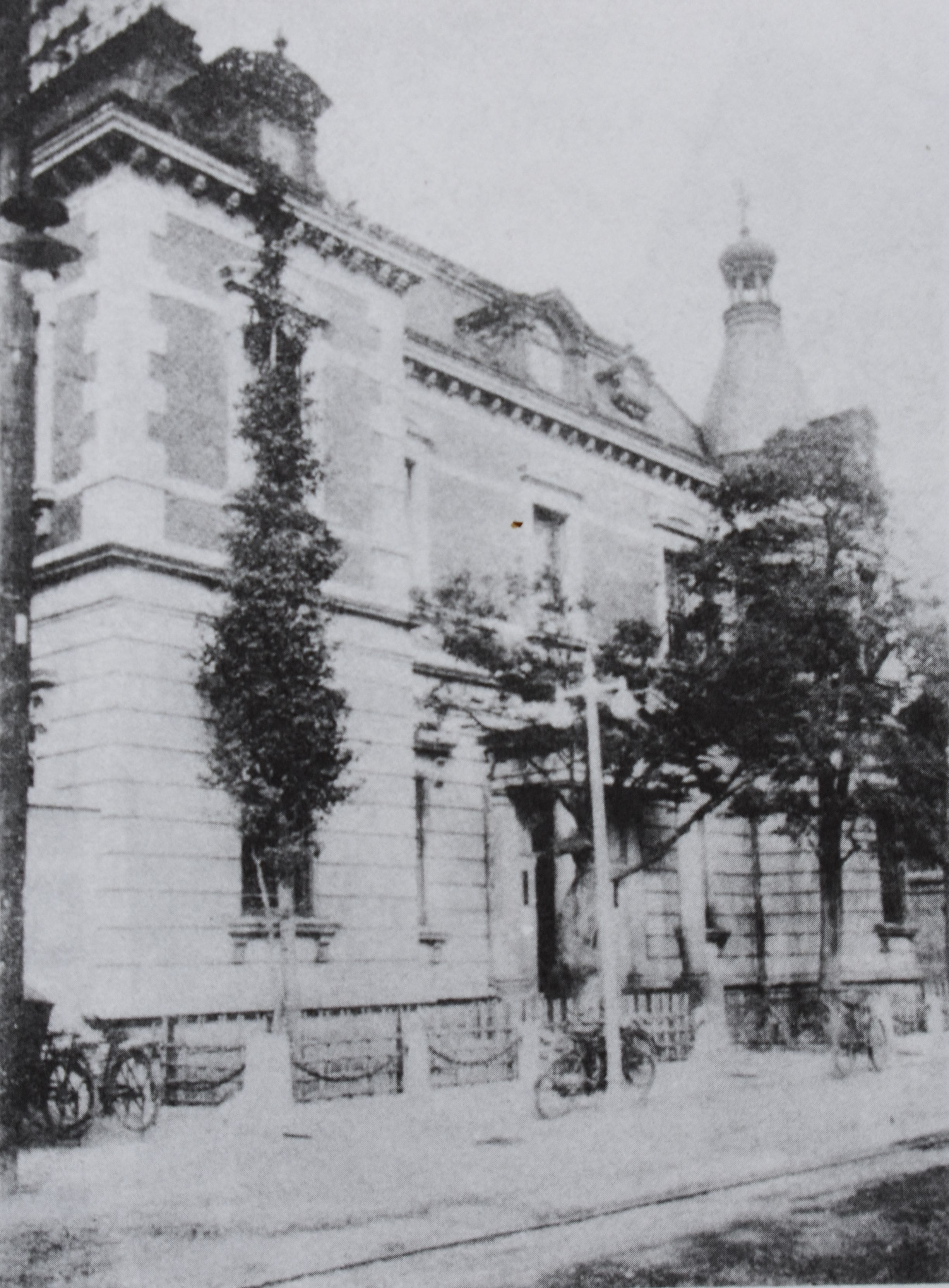
明治38年（1905年）頃の「若尾銀行」

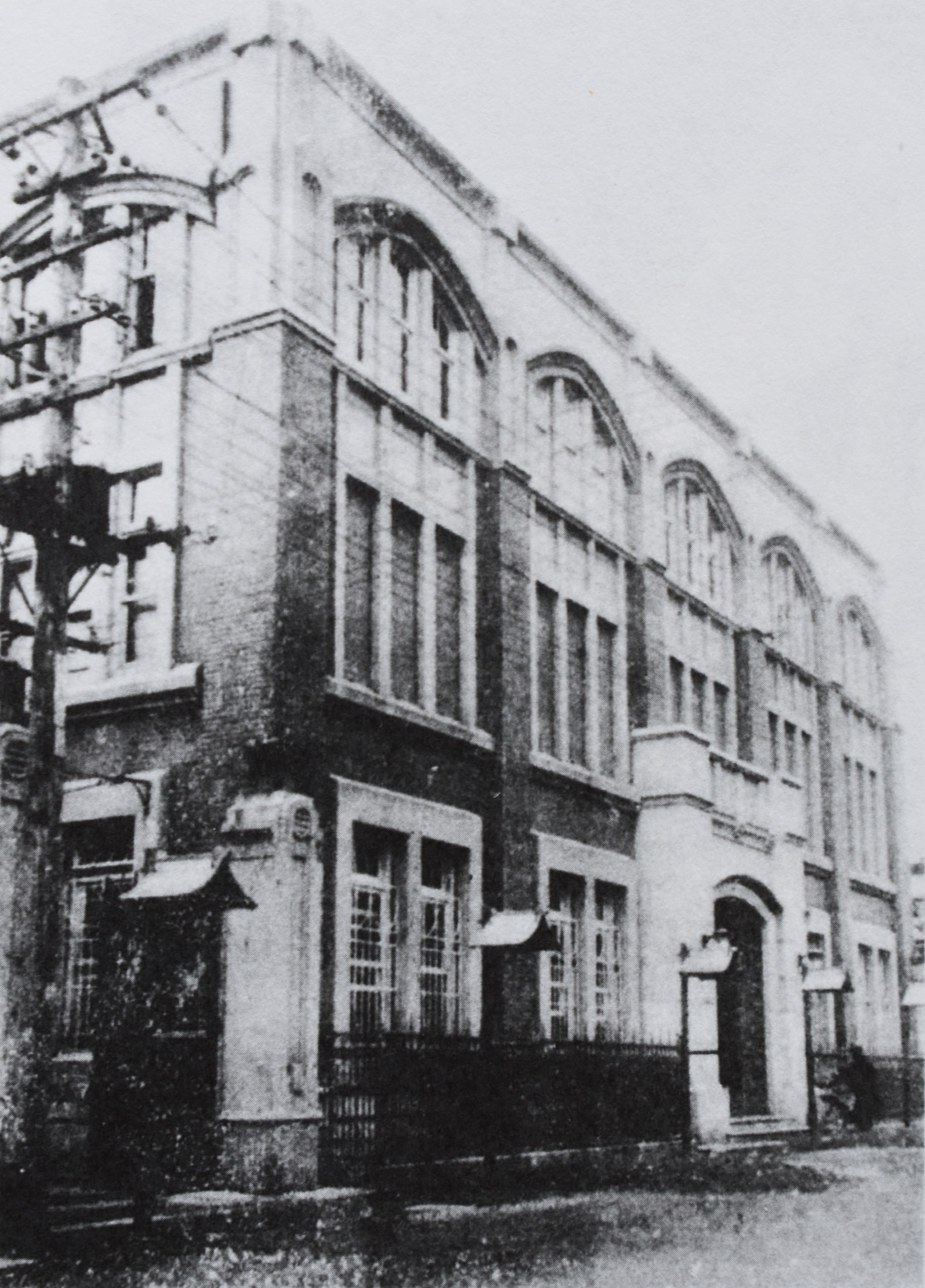
大正時代末頃の「若尾本店」

甲斐国西郡筋在家塚村（現在の山梨県南アルプス市在家塚）に生まれる。生家は百姓で、父は若尾林右衛門。逸平は長男。若尾逸平の来歴や逸話などは、1914年に内藤文治良の記した伝記『若尾逸平』に記されている。十代の頃、江戸に出て材木奉行の清水新右衛門に仕えたもののうまくいかず帰郷。
逸平は22歳の時、庭先に実っていた桃の実を見て商売を思いつき、これを竹かごに積んで行商を始めたという。在家塚村は原七郷と呼ばれる甲府盆地西部の乏水地帯で、一帯では畑作のほか綿花や煙草の栽培が行われ、逸平はタバコ・真綿・繰り錦・篠巻などの産物を扱い、天秤棒を担いで笹子峠・小仏峠をも越えて甲府や江戸まで行商の範囲を広げた。江戸では団扇などを仕入れてこれを甲斐で売ったりしたが、笹子峠で追い剥ぎに襲われた上に団扇を雨で濡らしてしまい商品にならなくなったこともあったという。
その働きぶりを認められ、巨摩郡小笠原村（現在の南アルプス市）の質屋である若松新左衛門の娘婿となり、商才を認められた逸平は当時傾きかけていた店を見事に立て直した。しかし妻・おたつと店の番頭である与作との不義を見てしまったことをきっかけに逸平は台帳を義父に預け、店を出ることになってしまったという。天秤棒を担いで行商ののち、甲府で座敷借して商売するうち、40歳で細田家より妻を娶りて初めて家を成した。
甲斐国では幕末の横浜開港(1859年)以来、甲州屋忠右衛門ら冒険的投機商が出現し、甲州物産の交易を始める。これらの冒険的投機商は甲府柳町（甲府市中央）の太田屋佐兵衛など伝統的な甲府の富豪に加え、逸平や風間伊七、八嶋栄助など在方の新興商人が台頭し、甲府城下の商工名鑑である安政元年(1853年)『甲府買物独案内』では糸肆商の新興商人として逸平の名が見られる。
逸平も安政初年に甲府城下の中心地である甲府八日町（甲府市中央）へ転居すると、借金50両を資本に織物・生糸の仲卸業を始める。逸平は横浜で外国人相手に生糸・水晶の商売を行い、生糸輸出の投機で莫大な利益を得るようになった。1862年（文久2年）には甲州島田糸の製造機を改良した製糸器械である「若尾式機械」を発明し製糸業にも参入し、工女を集め精製させたという。
1872年（明治5年）に起こった大小切騒動で家や工場が焼き打ちに遭い、また世界的には普仏戦争で生糸の値段が暴落したことなどから製糸業からは手を引き、弟の幾造に財産を分与し横浜で独立させ横浜若尾家として分家し、生糸問屋を営み若尾財閥の一角となる。西南戦争（1877年）では不換紙幣の売買をして、一攫千金の奇利を得る。

### 甲州財閥の形成と若尾家
明治維新後、若尾は莫大な資金を株取引に投入し、1878年（明治11年）には若尾両替店を開業して銀行類似業務を開始し、第十国立銀行創立にも参加して取締役に選任される。若尾は山梨県の政財界において多大な影響力を持っていたが、県令藤村紫朗の相談役で第十国立銀行頭取である栗原信近の推進する殖産興業政策に対しては反対意見を持っていたという。明治15年1月7日は第十銀行総会において、紡績業振興のために設立された興産社の経営破綻問題に関して役員改選を主張し、興産社への追加融資を主張する栗原の追い落としを行い、代わって頭取に佐竹作太郎を選任させる。
若尾は「株を買うなら『明かり』と『乗り物』である」という考えを持つようになる。1892年（明治25年）にまず東京馬車鉄道を、次いで1895年に東京電燈（後の東京電力）を買収しこれを傘下に収めるなど、公共事業に参入する。また、山梨県内においても明治23年には釜無川に開国橋を架けて郷里である西郡地域の交通基盤整備を行い、駒橋発電所の建設や開国橋の建設費寄付、実現には至らなかったが荒川上流での発電所建設計画などの社会貢献も行う。
一方で若尾は県政にも進出し、1889年（明治22年）には市制施行された甲府市の初代市長に任命される。翌1890年には貴族院多額納税者議員互選規則が公布され、同年9月29日、貴族院多額納税者議員に任じられ、山梨県初の貴族院議員となる。この時の直接国税納付額は議員中3位というものだった。貴族院議員としては鉄道敷設法の成立に尽力し、結果中央線の開通に貢献している。1894年（明治27年）8月20日に貴族院議員を辞任した。
逸平88歳（1908年）の時、彼の米寿を祝って甲府・愛宕山麓に彼の銅像が建てられ、その一帯は後に「若尾公園」として甲府市民の憩いの広場となったが、1955年（昭和30年）12月に山梨英和学院が買収し現在は同学院の敷地として校舎が建設されている。1908年に赤痢を煩って危篤となったが持ち直し、90歳まで漢籍を村上帰雲に就て学び、市河万庵の書を手本に毎日唐紙に二千字ずつ書くという日々を過ごし、芝居、講談、書画骨董などには一切趣味を持たず、客を好んで碁を囲む生活を送った。
1913年に死去。葬儀には15000人が参列し、中央線は参列のための臨時列車が組まれ、甲府市内の旅館は宿泊客で空き部屋が全くなくなったといわれている。
逸平夫妻を始め3代目までの墓域は甲府市愛宕町の長禅寺の一番奥に縦20m、横30mほどの長方形で存在していたが、2021年に朝日新聞山梨番に於いて墓石などが破却され、墓所の裏の山林に散布されていたことが報じられた。同墓域は石垣と石塀で周囲を囲まれ、石の灯篭や獅子の彫刻を配した石畳の通路などがあった。逸平夫妻の墓石は2m以上の高さがあったという。長禅寺によれば、破却は墓地埋葬法に基づき、いわゆる「墓じまい」に向けた手続きを踏んでいるという。尚、破却の直前まで山梨県立博物館において企画展「生誕200年　若尾逸平展」が開催されていた矢先であった。

## 若尾家

若尾家家紋

先祖の若尾藤三郎は遠く甲斐源氏に仕えた武門であったが、新九郎の代に中巨摩郡在家塚村に住んで農に帰し、後年、智恵林右衛門と謳われた学者も出した一族。若尾幾造 (初代)は、父・若尾林右衛門と後妻との間に生まれた弟。
逸平の死後、若尾家は養子の二代民造、三代謹之助まで甲州財閥の中核として栄え、山梨県の政財界において影響力を持つ。二代民造は甲府連隊の誘致において土地を提供するなど尽力し、三代謹之助は自身も郷土研究を行い、「山梨県志」の編纂事業を企図するなど、郷土への投資を行った逸平の代からの教育・文化面での功績が評価されている。若尾家は1930年（昭和5年）の昭和恐慌の影響などにより没落する。